# Hemimastodon
A Hemimastodon az emlősök (Mammalia) osztályának ormányosok (Proboscidea) rendjébe, ezen belül a monogenerikus Hemimastodontidae családjába tartozó fosszilis nem.

## Tudnivalók
A Hemimastodon magyarul „fél masztodon”-ot jelent. Eddig csak egyetlen faját, a Hemimastodon crepusculi-t (Pilgrim, 1908) sikerült felfedezni. Ez az állat a késő miocén korszak idején élt. Maradványát a pakisztáni Dera Bugti Beds nevű rétegben találták meg.

### Fordítás
- Ez a szócikk részben vagy egészben  a   Hemimastodon című angol Wikipédia-szócikk ezen változatának fordításán alapul.  Az eredeti cikk szerkesztőit annak laptörténete sorolja fel. Ez a jelzés csupán a megfogalmazás eredetét és a szerzői jogokat jelzi, nem szolgál a cikkben szereplő információk forrásmegjelöléseként.